# Стефан Явашчиев
Стефан Явашчиев е български предприемач и политик от Консервативната партия.

## Биография
През 1890 г. е избран за депутат в Народното събрание. През 1895 г. е избран за помощник-кмет в община Варна.